# Вільгельм Блос
Вільгельм Йозеф Блос (нім. Wilhelm Josef Blos; 15 жовтня 1849, Вертгайм (Баден, Німеччина) — 6 липня 1927, Штуттгарт) — німецький журналіст, письменник і політик, був депутатом рейхстагу від Соціал-демократичної партії і першим президентом республіканського Вюртембергу.

## Життєпис

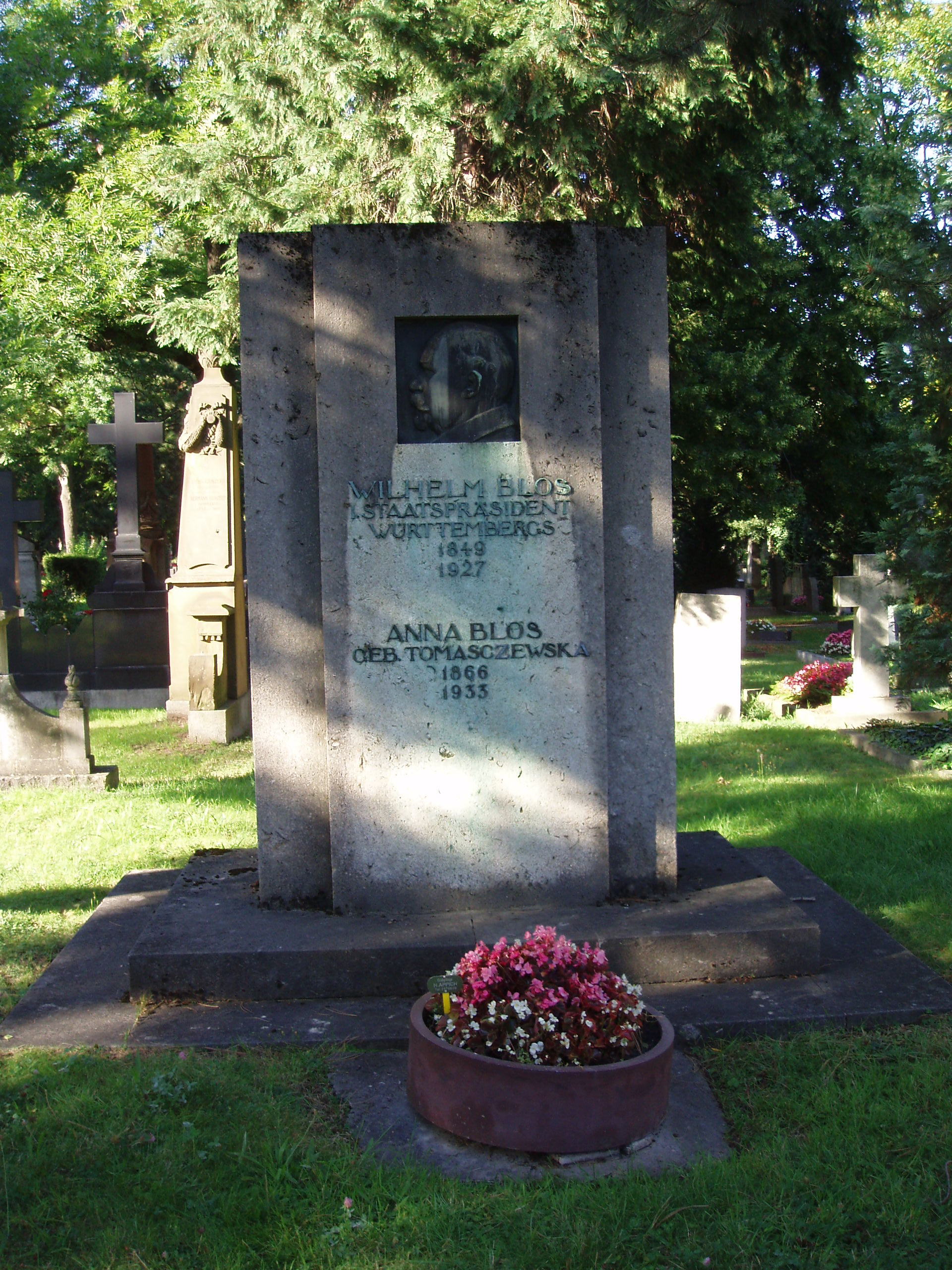
Могила Вільгельма Блоса на Празькому цвинтарі у Штуттгарті

### Юність
Вільгельм Йозеф Блос народився в родині лікаря Алоїза Блоса (Aloys Blos) у Вертгаймі на Майні (Баден). У семирічному віці він лишився без батька і мати вийшла заміж за старшого лісничого, який подивився з пасинком настільки жорстко, що у 13-тирічному віці його забрала бабця до Вертгайму і віддала до навчання у ліцей. Пізніше успішно судився з вітчимом через його шахрайство з батьківським спадком. В силу різних обставин він був змушений готуватися до торговельної діяльності, але йому була призначена державна опіка, тому він перервав навчання у торговельному училищу в Мангаймі і поступив у приватний інститут, щоб підготуватися до екзамену на атестат зрілості. Здавши екзамен у 1868 р., Вільгельм Блос поступив в Університет Фрайбурга, де вивчав історію і германістику.

### Початок політичної діяльності
Після трьох семестрів навчання Блос був змушений покинути університет, оскільки вичерпалися його фінансові можливості. До 1875 р. він працює журналістом у різних виданнях, переважно демократичного спрямування. Він вступив до соціал-демократичної робочої партії, в лавах якої далі діяв як журналіст і промовець, виступаючи у Брауншвейгу, Лейпцигу, Майнці, Франкфурті на Одері. За порушення політичних і журналістських норм короткочасно перебував у ув'язненні. В Айзенаху він познайомився з Августом Бебелем, Вільгельмом Лібкнехтом, Карлом Марксом і Фрідріхом Енгельсом. Після арешту Бебеля і Лібкнехта Блос перейняв на себе обов'язки редактора партійного органу «Volksstaat» («Народна держава») знову за ті самі порушення відбував тримісячне ув'язнення. У 1875 р. він заснував у Майнці сатиричний тижневик Mainzer Eulenspiegel, але невдовзі знову був заарештований.

### У ліберальному Гамбурзі

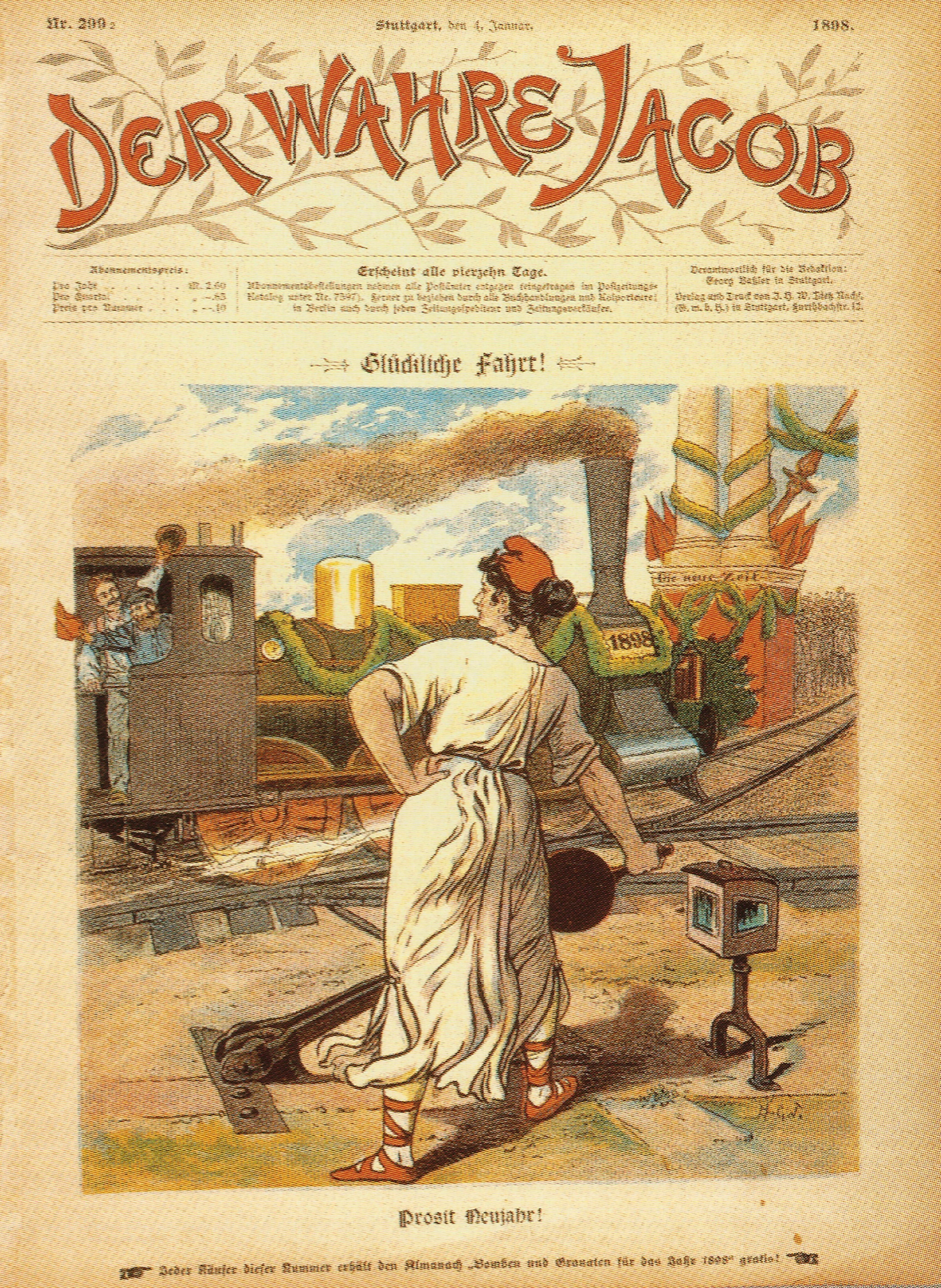
Титульна сторінка часопису «Der Wahre Jacob» Nr. 299 від 4. січні 1898 р.

Восени 1875 р. Блос переїхав до Гамбурзі, де став працювати у недавно заснованій газеті Hamburg-Altonaer Volksblatt. Він працював редактором у парі з робочим поетом Яковом Аудорфом (Jacob Audorf), як і пізніше у Gerichtszeitung разом з Ігнацем Ауером (Ignaz Auer</i.). Проте з прийняттям закону проти соціалістів 19 жовтня 1878 р. припинився вихід багатьох соціал-демократичних видань. У більш ліберальному Гамбурзі застосування закону затяглося. У 1879 Блосу вдалося за підтримки видавця Дітца (J.H.W. Dietz) заснувати сатиричний часопис Der Wahre Jacob, який міг здійснити тільки 12 випусків. Після оголошення обмеженого надзвичайного стану 29 жовтня 1880 Блос, Ауер та інші соціал-демократів були вислані владою рейху з Гамбурга і Прусії взагалі.

### У ще більш ліберальному Штуттгарті
У 1882 р. Дітц покликав Блоса в Штутгарт, де соціал-демократи піддавалися переслідуванням менш гостро. Спочатку Блос працював у новозаснованому виданні Die Neue Zeit. Там він намагався повалити радикального редактора Карла Каутського, що йому так і не вдалося. З 1884 Блос і Дітц відновили видання Der Wahre Jacob, яке проіснувало до 1914 року. Блос був головним редактором часопису і автором великої кількості статей, гуморесок і віршів. Berliner Volksblatt взяв його з 1884 по 1890 р. зітц-редактором, який мав нести відповідальність за випадки звинувачень. У 1890 р. закон проти соціалістів був скасований, Вільгельм Блос пішов у відставку з поста головного редактора і присвятив себе літературній праці. Його публікації включають кілька романів соціально-критичної тенденції і автобіографічні мемуари «одного соціал-демократа», але серед них в першу чергу слід назвати його науково-популярні праці з історії робітничого руху, в яких Блос хотів донести суть соціал-демократії для якнайбільш широкого кола читачів.

### У революційний час
Ще у 1877 р. Блос був обраний депутатом Рейхстагу і з перервами обирався аж до 1918 р., але за його власним твердженням він «не сяяв серед парламентського сузір'я». У політичному плані він стояв за союз з лібералами. Після Листопадової революції Вільгельм Блос став 9 листопада 1918 р. прем'єр-міністром (з 1919 офіційна назва «Державний президент») і міністром закордонних справ вільної народної республіки Вюртемберг. Вибір припав на Блоса через його помірну політичну позицію, яка в цей момент дала йому інтегративну силу і він забезпечив згоду як поміркованих сил, так і радикальних демократів і соціал-демократів. Уряд спочатку був сформований тільки з демократів, але з 11 листопада до уряду Блоса приєдналися і представники поміркованих кіл. 30 листопада 1918 зрікся престолу кайзер Вільгельма II. 12 січня 1919 відбулися вибори до Установчих зборів країни, які затвердили Блоса на посаді. У червні 1920 соціал-демократи зазнали серйозної поразки на чергових виборах, що призвело до відставки Блоса. Після цього Блос віддалився в приватне життя і у літературну діяльність.

## Окремі твори
- (als A. Titus) Der König von Corsika. Eine romantische Dichtung. Kriebel, Hamburg 1881 — «Король Корсики». Романтичний вірш.
- Die Französische Revolution. Volksthümliche Darstellung der Ereignisse und Zustände in Frankreich von 1789—1804. Dietz, Stuttgart 1888 — «Французбка революція. Народне представлення подій і стану Франції у 1789—1804 рр.»
- Das Ende vom Lied. Sozialer Roman. Minden, Dresden 1892 — «Кінець пісні»
- Die Deutsche Revolution. Geschichte der deutschen Bewegung von 1848 und 1849. Dietz, Berlin 1893 — "Німецька револбція. Історія німецького руху 1848-49рр.
- Die Geächteten. Sozialpolitischer Roman aus der Zeit des Sozialistengesetzes. Buchh. Volksstimme Maier, Frankfurt am Main 1907 — «Принижені. Соціально-політичний роман з часів закону про соціалістів»
- Badische Revolutionsgeschichten aus den Jahren 1848 und 1849. Partei-Buchhandlung, Mannheim 1910 — «Баденські революційні історії з 1848 і 1849 років».
- Die neue Aera. Internat. Korrespondenz, Berlin 1916 — «Нова ера».
- Denkwürdigkeiten eines Sozialdemokraten. Band 1: München 1914, Band 2: München 1919 — «Важливіше одного соціал-демократа»
- Von der Monarchie zum Volksstaat. Zur Geschichte der Revolution in Deutschland insbesondere in Württemberg. 2 Bände, Bergers Literar. Büro u. Verlagsanst., Stuttgart 1922—1923 — «Від монархії до народної держави. До історії революції в Німеччині, особливо у Вюртембергу».
- Florian Geyer. Lebens- und Charakterbild aus dem großen Bauernkrieg. Dietz, Berlin 1924 — «Флоріан Гаєр. Картини життя і характерів з часів Великої селянської війни»
- Der Untergang des Frankfurter Parlaments. Societaets-Druckerei, Frankfurt (Main) 1924 — «Занепад Франкфуртського парламенту»